# DEV-Arcen
DEV-Arcen is een Nederlandse voetbalclub uit Arcen, behoort vanaf 2010 bij de gemeente Venlo in Limburg. De club komt in het seizoen 2022/23 uit in de Vierde klasse zondag van het district Zuid II.

## Competitieresultaten 1942–2018
| 11 3F |

| 9 3F |

| 9 3F |

|  |

| 6 3G |

| 6 3E |

| 9 3E |

| 9 3E |

| 4 3E |

| 8 3D |

| 3 3D |

| 5 3D |

| 2 3D |

| 2 3D |

| 4 2B |

| 3 2B |

| 9 2B |

| 8 2B |

| 9 2B |

| 11 2B |

| 5 2B |

| 11 2B |

| 3 3D |

| 9 3D |

| 12 3D |

| 3 4H |

| 10 4H |

| 5 4H |

| 6 4H |

| 10 4H |

| 6 4H |

| 9 4H |

| 7 4H |

| 11 4H |

| 11 4G |

| 6 4H |

| 6 4G |

| 4 4G |

| 2 4H |

| 8 4H |

| 3 4H |

| 5 4H |

| 1 4H |

| 7 3D |

| 10 3D |

| 10 3D |

| 9 3D |

| 5 3D |

| 9 3D |

| 9 3D |

| 11 3D |

| 9 3D |

| 6 3D |

| 2 3D |

| 8 2B |

| 11 2H |

| 5 3D |

| 11 3D |

| 1 4H |

| 8 3D |

| 11 3C |

| 11 4F |

| 5 5F |

| 11 4G |

| 7 5F |

| 6 5F |

| 5 5F |

| 6 5F |

| 6 5F |

| 2 5E |

| 2 5E |

| 9 4F |

| 9 4F |

| 12 4G |

| 3 5F |

| 12 4F |

| 10 4E |

| - 4G |

| Tweede klasse | Derde klasse | Vierde klasse | Vijfde klasse |

In elke staaf van de grafiek staat van boven naar beneden vermeld: 
- Eindnotering

Dit is de positie die de club heeft bereikt in de competitie, zonder eventuele beslissings-, play-off- of nacompetitiewedstrijden die nodig zijn geweest om bijvoorbeeld de kampioen van de competitie te bepalen.
Indien een * achter het getal staat is de notering een tussenstand en kan het zijn dat de notering niet overeenkomt met de uiteindelijke eindstand van de competitie.
Staat er een - dan is het seizoen nog bezig en is er geen definitieve uitslag bekend.
Staat er xx op de positie van de notering, dan heeft de club vroegtijdig de competitie verlaten. Dit kan onder andere komen door terugtrekking van het team, faillissement van de club of door een uitgedeelde straf van de KNVB. In veel gevallen staat elders in het artikel de reden vermeld.
Staat er een ? dan is het resultaat uit het verleden onbekend, en is alleen de competitie of het niveau bekend van dat seizoen.
In de seizoenen 2019/20 en 2020/21 werd wegens de coronacrisis het amateurvoetbal afgebroken. Daardoor kennen deze staven geen eindklassering (middels -- weergegeven).
- Competitieniveau en afdelingsletter of Officiële eindstand Eredivisie
  - Competitieniveau en afdelingsletter

Hierbij geeft het getal het niveau weer, dat ook terug te vinden is in de legenda. De letter is de afdelingsaanduiding en wordt gebruikt wanneer er meer afdelingen zijn op hetzelfde niveau. De afdelingsletter is altijd een hoofdletter en wordt meestal zonder nummer gebruikt.
Voorbeeld: 2F is niveau 2e klasse competitie F.
Het competitieniveau en nummer wordt niet vermeld wanneer er slechts één competitie van dit niveau was.
  - Officiële eindstand Eredivisie (getal staat tussen haakjes vermeld)

Sinds de introductie van play-offwedstrijden voor Europees voetbal na afloop van de reguliere competitie in 2005/06, is de KNVB verplicht een eindstand van de Eredivisie door te geven aan de UEFA aan de hand van deze play-offwedstrijden.
Bij deze eindstand staan clubs die zich hebben gekwalificeerd voor Europees voetbal hoger dan clubs die zich niet wisten te kwalificeren. Indien er geen verschil was tussen de eindnotering en de officiële eindstand, staat dit getal niet vermeld.

- Onderafdeling

Hier staat afgekort de naam van de onderafdeling indien de club in dat jaar in een onderafdeling uitkwam. Tevens staat deze afkorting in de legenda en wordt gelinkt naar het artikel over deze onderafdeling. Deze afkorting wordt alleen vermeld wanneer de club in het verleden in verschillende onderafdelingen heeft gespeeld. Deze vermelding is in de staaf altijd in kleine letters. Deze onderafdelingen zijn na het seizoen 1995/96 afgeschaft. Heeft de club in slechts één onderafdeling gespeeld, dan is dit alleen terug te vinden in de legenda.
Onder de staaf staat het jaartal vermeld waarin het seizoen is afgesloten. 15 verwijst naar het seizoen 2014/15 of eventueel het seizoen 1914/15.
Wanneer een staaf leeg is, zijn deze gegevens niet bekend. Het kan ook zijn dat de club dat seizoen niet heeft meegespeeld op het hogere amateurniveau, vroegtijdig de competitie heeft verlaten of uit de competitie is gezet.

In het seizoen 1944/45 was er wegens de Tweede Wereldoorlog geen regulier competitievoetbal.

## Sportpark
De beginjaren
Het eerste speelveld van DEV-Arcen lag tegenover café Nagels aan de Lingsforterweg. De 'kalklijnen' werden getrokken uit wit zand van het aangrenzende grondstuk.
De oorlogsjaren
Het huidige sportcomplex werd in de oorlogsjaren gebruikt als opslagplaats voor munitie en toen men in 1945 terugkeerde uit de diverse evacuatieoorden, bleek het complex totaal gesloopt te zijn door zowel de Duitsers als de Engelsen. Dus werden de koppen bij elkaar gestoken, de ruggen gerecht en met behulp van aannemers en vrijwilligers werd begonnen met puinruimen. Terwijl men het veld aan het opknappen was, besloot men tevens een kleedlokaal te bouwen. Op 25 september 1949 wordt het veld ingezegend door pastoor Laemers, RKDEV was trots: een nieuw veld en een kleedlokaal met stromend water (weliswaar alleen koud water).
Tweede veld en kleedlokaal
Op 3 augustus 1958 was het dan zover, na inzegening door kapelaan Wagemans en het spelen van de volksliederen door de Harmonie, floot arbiter Van Rensen voor de aftrap van de wedstrijd tussen RKDEV en 'Blau Weisz' uit Keulen: het tweede veld kon in gebruik genomen worden. Dit veld werd geschonken door de directie van het Maashotel (toenmalige clublokaal) voor een symbolisch bedrag van één gulden. In 1966 gaat de eerste schop in de grond voor de bouw van het tweede. Op 17 september 1967 wordt het officieel in gebruik genomen. Het duurt nog tot 8 maart 1968 alvorens men zich op gezegende grond bevindt. De inzegening geschiedt door pastoor Rooyackers. In september 1973 wordt in het kleedlokaal verwarming aangelegd.
Jaren 70
In de jaren zeventig groeit RKDEV weer uit zijn jasje en met slechts twee velden wordt het steeds meer behelpen. Besloten wordt een derde speelveld aan te leggen. Eenmaal bezig besluit men ook het trainingsveld te verleggen, een nieuwe lichtinstallatie aan te schaffen en de parkeerplaats op te knappen (sintels). Bovendien wordt de aanzet voor het derde kleedlokaal gegeven. Het nieuwe speelveld wordt op 25 juli 1976 in een wedstrijd van RKDEV tegen VVV in gebruik genomen. Een jaar later, op 31 juli 1977, wordt het nieuwe kleedlokaal en het geheel gerenoveerde trainingsveld met nieuwe lichtmasten in gebruik genomen met een wedstrijd tegen Dynamo Boekarest.
Jaren 80 tot heden
In september 1982 wordt het DEV-complex aangesloten op de riolering. In maart 1983 wordt de gastank verwijderd en overgestapt op aardgas. Warm water is voortaan gegarandeerd. In juli 1983 wordt een ondergrondse regeninstallatie aangelegd. In 1993 wordt er weer gebouwd. Het resultaat: een bestuurskamer, die in oktober 1993 in gebruik wordt genomen. In maart 2006 hebben de leden ingestemd met de invoering van het beleidsplan 2006-2011. Belangrijk onderdeel hiervan is het uitbreiden en verbeteren van de accommodatie. Hierbij wordt gedacht aan 6 (in plaats van de huidige 4) kleedlokalen en een kantine. Of en wanneer er met de vernieuwbouw gestart wordt is nog niet bekend.
In januari 2010, toen Arcen en Velden bij Venlo werden gevoegd, start de bouw van een nieuwe accommodatie, verwachting is dat deze in juli wordt opgeleverd.

## Bekende (oud-)spelers
- Stan Valckx (VVV-Venlo en PSV)
- Jos Rutten (VVV-Venlo)